# 佐貫町
佐貫町（さぬきまち）は、千葉県君津郡（天羽郡）にかつて存在した町である。現在の富津市の北部に位置している。江戸時代には阿部氏が藩主として治める佐貫藩が所在した。

## 沿革
- 1889年（明治22年）4月1日 - 町村制施行により、佐貫町、亀田村、亀沢村、宝竜寺村、花香谷村、鶴岡村、八幡村、笹毛村が合併し、天羽郡佐貫町が発足。
- 1897年（明治30年）4月1日 - 天羽郡が統合されて君津郡となる。
- 1915年（大正4年）1月15日 - 木更津線（現内房線）木更津駅 - 上総湊駅間の開業にともない佐貫町駅が開業。
- 1955年（昭和30年）3月30日 - 大貫町と合併し、大佐和町を新設。同日佐貫町廃止。
- 1971年（昭和46年）
  - 4月25日 - 大佐和町が富津町、天羽町と合併し、改めて富津町を新設。
  - 9月1日 - 富津町が市制施行し、富津市となる。
- 1988年（昭和63年）5月 - 富津市佐貫コミュニティセンターが完成。

## 交通

### 鉄道
- 国鉄（現JR東日本）
  - 房総西線：佐貫町駅

### 道路
- 房総街道（現国道127号）